# Сарацея
Сарецея (рос. Сарацея; рум. Sărăței) — село в Рибницькому районі в Молдові (Придністров'ї).
Згідно з переписом населення 2004 року у селі проживало 71,8% українців.

## Відомі люди

### Народилися
- Зигмунт Мілковський (1824—1915) — польський письменник, публіцист, громадський діяч.